# Mas Serrallonga (Sant Hilari Sacalm)
El Mas Serrallonga és una masia de Sant Hilari Sacalm (Selva) inclosa a l'Inventari del Patrimoni Arquitectònic de Catalunya.

## Història
L'edifici original del segle xiv amb reformes de 1505 (tal com indica la data conservada en una llinda), fou enderrocat al segle xvii per ordre del duc de Cardona durant la persecució del bandoler Joan Sala i Ferrer (1594-1634), casat amb Margarida Serrallonga i Tallades.

## Descripció
Edifici aïllat, situat als afores del nucli urbà de Sant Hilari Sacalm, on s'hi arriba de manera més fàcil, amb vehicle i a peu, agafant un trencall que hi ha al costat dret de la pista de Vilanova de Sau a Susqueda. El trencall està indicat, a l'altura de Querós, i cal seguir sempre el camí, cap a l'esquerra, uns 4 km. També s'hi pot arribar des de Sant Hilari.
Actualment està en ruïnes i les males herbes l'han envaïda. Era de planta baixa i pis, amb murs de maçoneria i coberta per una teulada a doble vessant desaiguada a la façana principal i posterior. De la façana en destaquen tres elements: La porta d'entrada en arc de mig punt format per dovelles de pedra, el balcó que hi ha damunt d'aquesta (amb una obertura en arc de llinda), que a la vegada era un porxo per la porta, i una construcció sobre el balcó que havia estat un rellotge de sol. A l'interior s'hi aprecia encara la cuina.
Al costat del mas, hi ha una recent construcció, de planta baixa i pis, coberta per una teulada a doble vessant desaiguada als laterals. És utilitzada per guardar-hi estris de les persones que arreglen els camins de la zona, i altres.